# テレビネットワーク
テレビネットワークとは、テレビジョン放送局によるネットワークのことである。
ネットワーク内では、放送番組、ニュース素材やニュース番組の送受などが行われる。系列内で融通される番組は、ラインネットとテープネットの2種類がある。ほかに再放送、他系列から番組販売で放送される番組もある。
ネットワーク内各社で、報道ヘリコプターの共同運航、海外取材の諸経費の分担などを定める「ニュース・ネットワーク」協定が存在する場合がある。

## フルネットとクロスネット
単一のネットワーク協定に加盟する放送局を「フルネット局」、複数のネットワーク協定に加盟する放送局を「クロスネット局」、複数のキー局から番組供給を受ける状態を「クロスネット」、それぞれを称する。
日本では郵政省がUHF帯の電波割当開始を受け、1968年 - 1970年にUHF局が多数設立されたのと前後し、JNN系列（1959年）、NNN系列（1966年）、FNN系列（1966年）、ANN系列（1970年）が成立した。この時期は系列化はあまり進行しておらず、クロスネット状態の地方局が多かった。1974年以降はクロスネット局が減少し、系列化が強固になった。

## 日本
戦前の政府による放送への介入や東京一極集中への反省から、1950年（昭和25年）制定にされた放送法で、一般放送事業者（現 民間地上基幹放送事業者）の民間放送局は都道府県またはそのいくつかを併せた区域を放送対象地域としたことで、地上波民放による全国放送ができなくなった。これにより、日本テレビが構想していた全国放送計画が頓挫した。
マスメディア集中排除原則により、日本放送協会（NHK）以外は複数の放送局を開設することも原則として認められていない。ニュース系列（ニュース映像の配信・相互利用を行う）がまず形成され、次いで放送番組の配信・供給を行うネットワークが生まれた。
まず、東京放送（TBSテレビ）がJNNを結成し、加盟した事業者（加盟局）にニュース以外の番組もTBSがスポンサーつきで配給した。現在も、TBS系では一般番組の加盟局向セールスはJNNの付帯業務として行われている。地方局は営業の省力化、TBSには番組予算の拡大、と両者に利点が生じた。
他局も続いてネットワークを形成した。当初は地方の局数が絶対的に少なく、地方局でもどの局の番組を放送するかや自社制作番組の挿入に比較的選択の余地が大きかったが、1968年（昭和43年）以降地方の多局化が進むとともにネットワークの力が大きくなり、両者はほとんど事実上一体となる。形式上分けている系列もある。日本における放送ネットワークは新聞社との関係が強いが、郵政大臣時代に大量開局を実施した田中角栄が新聞社に放送免許を与える路線をとったためだ。

### キー局と系列局
民放テレビネットワークのうち、テレビ東京系列（TXN）を除くネットワークが「4大ネットワーク」と呼ばれる。各ネットワークは「キー局」と呼ばれる「東京の放送局」（在京キー局）を中心に、各道府県にある放送局とネットワークを組んでいる。大阪の放送局は「準キー局」と呼ばれ、一定数の全国ネット番組制作を委ねられている。4大ネットワークは日本の領土の半分以上をカバーしているが、4大ネットワークにしても全46道府県を完全にカバーできておらず、今後も新規でローカル局を開局できる見込みがない。
放送番組の供給に関し、放送法第110条で地上基幹放送事業者は「特定の者からのみ放送番組の供給を受けることとなる条項を含む放送番組の供給に関する協定を締結してはならない。」と規定しているが、実際は多くの時間帯で、ネットワークの番組を強制的に放送するような仕組みとなっている。東京のキー局のみでなく準キー局などからの番組もネットワーク番組に織り交ぜることにより、110条の規制を逃れている。「ゴールデンタイム」は、系列局で放送する前提のもと、スポンサーとの契約をキー局が一括して行っている。ネットワークセールス枠を参照。この契約のない番組は、系列局側で自社制作番組や購入番組に差し替えることも可能だが、自社制作番組は番組制作やスポンサー探しなど系列局の負荷が大きく、キー局の放送する番組をそのまま放送することも可能だ。
キー局や系列局の不祥事が系列全体に影響を及ぼした事例もある。キー局主体の不祥事による事例では、
- 2003年（平成15年）にフジテレビ制作のバラエティ番組『ワンナイR&R』で福岡ダイエーホークス（現・福岡ソフトバンクホークス）監督の王貞治を侮辱するコントを放送し、これに激怒した同球団及び対戦相手の阪神タイガースが同年の日本シリーズ放映権をフジテレビ系列局[注 4]に与えることを拒否したため、中継できなかった[7]。
- 2025年（令和7年）にはタレントの中居正広がフジテレビの女性アナウンサーとの間で発生したトラブルでは同局による対応の不手際も重なり、ほとんどのスポンサーがフジテレビおよび系列番組へのCM出稿を控えたことから、（フジテレビのみならず）系列局の業績も直撃するなどの影響が発生した[8][9][10]。

系列局の不祥事による事例では、
- 2023年（令和5年）に日本テレビ系列局の日本海テレビの幹部社員が売上金などを着服した事件があり、その着服金の中に日本テレビ制作のチャリティー番組『24時間テレビ 「愛は地球を救う」』の寄付金も含まれていたことから、日本海テレビのみならず、キー局の日本テレビや同番組に対する批判も発生する事態になった[11][12]。

### 一覧（日本）
| 系列           | ネット ワーク名 （略称） | キー局            | 事業者数 | 事業者数   | 事業者数                |
| 系列           | ネット ワーク名 （略称） | キー局            | 合計     | 内訳       | 内訳                    |
| 系列           | ネット ワーク名 （略称） | キー局            | 合計     | フルネット | クロスネット            |
| -------------- | ------------------------ | ----------------- | -------- | ---------- | ----------------------- |
| 日本テレビ系列 | NNN                      | 日本テレビ（NTV） | 30       | 27         | 3                       |
| 日本テレビ系列 | NNS                      | 日本テレビ（NTV） | 29       | 27         | 2                       |
| テレビ朝日系列 | ANN                      | テレビ朝日（EX）  | 26       | 24         | 2                       |
| TBS系列        | JNN                      | TBSテレビ（TBS）  | 28       | 28         | 0（排他協定により禁止） |
| テレビ東京系列 | TXN                      | テレビ東京（TX）  | 6        | 6          | 0                       |
| フジテレビ系列 | FNN                      | フジテレビ（CX）  | 28       | 26         | 2                       |
| フジテレビ系列 | FNS                      | フジテレビ（CX）  | 28       | 26         | 2                       |

このほか、5系列に属さない地上基幹放送事業者が首都圏、近畿地方、東海地方の都府県に存在し、独立放送局として独自性の強い編成を行ってきたが、番組の相互流通も行っており、事実上6つ目の系列として機能している。近年では、一部が東名阪ネット6・首都圏トライアングル・5いっしょ3ちゃんねるを結成し、番組の共同制作を行うなどネットワークに準ずる役割を担っている。ほかに一般的なネットワークとは異なるが教育番組に関するものとして民間放送教育協会がある。

## アメリカ
現在、ネットワークと呼ばれるのは古参3ネットワーク（いわゆる「3大ネット」）と新進ネットワーク2つの計5つがある。
- NBC
- CBS
- ABC
- FOX
- The CW

なお、NBC、CBS、ABCで3大ネット、FOXを足して「4大ネット」、4大ネット+CWで「5大ネット」となる。
2006年9月にネットワークの再編があり、タイム・ワーナー系のWB、CBSコーポレーション系のUPN（United Paramount Network）が統合、CW（CはCBS、Wはワーナーの頭文字）を結成。CWから外れた旧WB・UPN加盟局はニューズ・コープによる第2のネットワーク・MyNetworkTVを結成したが2009年9月以降オリジナル番組を編成していない。
一方、これらとは違う形式の公共放送ネットワーク・PBSや、スペイン語放送のネットワークのUnivisionやTelemundo、さらにはキリスト教系など宗教色を出しているネットワークなどもある。

### 特徴
アメリカの放送業界においてのネットワークは日本のそれとは少し違う。アメリカのネットワーク体制には日本における番組制作や民間放送でネット番組のセールスのほとんどを担う東京の放送局のようなキー局が存在しない。
ネットワークの本体（≒親元）は番組編成を手配する。番組の多くは各ネットワークや映画会社が保有するテレビ制作会社によって制作されている。ニュース番組やスポーツ中継もグループ内の制作会社が制作する。それを各地の系列局に配給することになっている。
制作と編成が個別に存在していることにより、既存の番組がそのまま他のネットワークで放送されるといった事例もある。例えば、ドラマ『バフィー 〜恋する十字架〜』は制作が20世紀フォックステレビジョンだが、FOXでは放送されず、1997年から2001年までWB（The WB）で放送され、2001年途中にUPNに移籍した。

### 直営局と加盟局
実際に放送するのは全国にあまねくある「放送局」であり、ほぼすべての地域をカバーしている。ただ、放送局は送信所を1つだけ設置したらそれでよいこととなっており、主要都市では概ね視聴できることが多いが、ケーブルテレビを介してでないと視聴できない地域が多い。それを含めると限りなく100%に近いということである。
ネットワークが直接所有する放送局を「直営局」（Owned-and-operated station, O&O）と称し、それ以外の企業が保有する放送局を「加盟局」（Affiliated station）と称する。
直営局は大都市を中心に所有しており、例えばニューヨーク州ニューヨークのWABC-TV、カリフォルニア州ロサンゼルスのKABC-TV、ペンシルベニア州フィラデルフィアのWPVIはABCの直営局である。所有数は視聴者の総数が一定以上でなければ幾つでも所有することが可能となっており、2004年1月現在では全米の総世帯の39%となっている。そのうえ、その放送局のチャンネルがUHFチャンネルであれば、想定される視聴者数を半分で計算することとなっており、UHFチャンネルを保有した方が多く直営局を所有することができる。現在直営局を一番多く所有しているFOXの直営局の多くはUHFチャンネルの放送局である。
直営局のない地域では各放送局と契約を結ぶことにより、その地域の「加盟局」となる。例えばマサチューセッツ州ボストンのWBTS-LDはNBCと契約を結んでいる。ネットワークは加盟局に対して契約料を支払うこととなっており、この契約料を支払わなくて済む直営局の方が収益が高い。
同じ地域のテレビ局同士でネットチェンジが行われることも珍しくない。同じ地域の放送局を同じ会社が複数持てる。放送局自体の売買が行われ、オーナーが変わることがある。テレビ放送開始期から減少したものの、複数のネットワークに属するクロスネットを行っている局が存在する。ケーブルテレビやデジタル放送が普及し、ケーブルテレビやデジタル放送のサブチャンネルで新興ネットワークの放送を開始する事例が多い。
以下のリンクはそれぞれのネットワークの放送局（直営局+加盟局）一覧である。
- NBC加盟局の一覧
- CBS加盟局の一覧
- ABC加盟局の一覧
- w:List of Fox television affiliates (table)
- w:List of CW affiliates
- w:List of PBS member stations

### 編成
ネットワークは3大ネットワークと新興4局のそれぞれが似通った編成を採っている。

#### 3大ネットワーク
- プライムタイムとして視聴率を競うのは、平日が20時から23時、休日が19時から。東部標準時、以下本節において全て同じ。
- 報道番組（朝の情報番組、夕方の全国ニュース、ローカルニュース[注 16]、日曜日の討論番組）や土曜日の子供向け番組の多くの放送時間が横並びである。

#### 新興ネットワーク
- プライムタイムは平日の20時・21時台に設定されている。
- 大都市圏は独立局時代の1960年代より22時にローカルニュースを放送する名残があること、それ以外の時間帯にもローカルニュースが定着したこと（Good Day LAなど）があり、全国向けニュース番組は放送されていない。昼ドラマや深夜トークも編成されていないが試行した時期がある。
- ローカル向けのニュース番組（主に平日の18・22時台）を3大ネットワークの系列局に委託している局が多い。CWではトリビューン所有局のみローカルニュースを独自制作している。中小都市ではローカルニュース自体がない局がある。一方で、ネットワークによって拘束されている時間帯が緩いので、週末を中心に地元のプロスポーツや大学スポーツの試合中継を行う局も多い。
- FOXはNFL中継などスポーツコンテンツを編成するが、CWは編成しない。FOXは討論番組や報道特番を編成するがCWは一切行わない。CWは日中にトーク番組やドラマ再放送を全国向けに編成するが、FOXは行わない。

### 番組販売
ネットワークの配給がなく、自社制作も行わない時間帯では番組販売による番組購入を行っている。日中のトーク番組などがその中心だが、朝のニュース番組や芸能ニュース番組、過去のドラマ再放送など種類は様々である。番組販売用に新たに制作される番組は「ファーストラン」、ドラマ制作会社が再放送権利を販売することを「オフネットワーク」、と大別される。ファーストランの番組は『オプラ・ウィンフリー・ショー』、『Jeopardy!』、『エンターテイメント・トゥナイト』などが有名である。